# Hernán Cline
Pour les articles homonymes, voir Cline.
Hernán Jorge Cline Raffaelli (né le 3 septembre 1975 à Berisso) est un coureur cycliste uruguayen.

## Palmarès
- 1995
  - Vuelta Chaná
- 1996
  - 2e étape du Tour d'Uruguay
  - 3e du Tour d'Uruguay
- 1998
  - Doble Treinta y Tres
  - 3e de la Rutas de América
- 2000
  - Doble Treinta y Tres :
    - Classement général
    - 1re étape
- 2001
  - 8e étape du Tour d'Uruguay
  - 3e de la Rutas de América
- 2002
  - 1re étape de la Rutas de América
  - 8e étape du Tour d'Uruguay
  - Doble Treinta y Tres
- 2003
  - Vuelta a los Puentes del Santa Lucía
- 2005
  - 10e étape du Tour d'Uruguay
  - Doble Treinta y Tres :
    - Classement général
    - 1re et 2e étapes
- 2006
  - 2e étape du Tour d'Uruguay
  - 3e du Tour d'Uruguay
- 2008
  - 3e étape de la Doble Treinta y Tres
  - 3e de la Doble Treinta y Tres
- 2009
  - 5e étape de la Vuelta Chaná
  - Rutas de América
- 2010
  - Vuelta Chaná :
    - Classement général
    - 3e étape

  - 5e étape de la Doble Bragado
  - Classement général de la Rutas de América
  - Doble Treinta y Tres :
    - Classement général
    - 1re et 2e étapes

  - 2e du Tour d'Uruguay
- 2011
  - 2e de la Vuelta Chaná

## Classements mondiaux
| Année            | 2005 | 2006 | 2007 | 2008 | 2009 | 2010 |
| ---------------- | ---- | ---- | ---- | ---- | ---- | ---- |
| UCI America Tour | 178e |      |      |      | 39e  | 17e  |